# Turkey (Texas)
Turkey és una població dels Estats Units a l'estat de Texas. Segons el cens del 2000 tenia 494 habitants.

## Demografia
Segons el cens del 2000, Turkey tenia 494 habitants, 207 habitatges, i 127 famílies. La densitat de població era de 232,6 habitants per km².
Dels 207 habitatges en un 28% hi vivien nens de menys de 18 anys, en un 53,6% hi vivien parelles casades, en un 4,8% dones solteres, i en un 38,6% no eren unitats familiars. En el 36,7% dels habitatges hi vivien persones soles el 22,7% de les quals corresponia a persones de 65 anys o més que vivien soles. El nombre mitjà de persones vivint en cada habitatge era de 2,39 i el nombre mitjà de persones que vivien en cada família era de 3,2.
Per edats la població es repartia de la següent manera: un 28,3% tenia menys de 18 anys, un 6,1% entre 18 i 24, un 21,9% entre 25 i 44, un 20,6% de 45 a 60 i un 23,1% 65 anys o més.
L'edat mediana era de 40 anys. Per cada 100 dones de 18 o més anys hi havia 91,4 homes.
La renda mediana per habitatge era de 19.833 $ i la renda mediana per família de 24.423 $. Els homes tenien una renda mediana de 20.125 $ mentre que les dones 21.250 $. La renda per capita de la població era de 9.809 $. Aproximadament el 28,4% de les famílies i el 32,4% de la població estaven per davall del llindar de pobresa.

## Poblacions més properes
El següent diagrama mostra les poblacions més properes.